# Remelexo Bom
Remelexo Bom é um álbum do cantor brasileiro Luiz Caldas de forró lançado de maneira independente em 2021.

## Contexto
Luiz Caldas, um dos pioneiros da axé music, gravou o seu décimo primeiro disco de forró, tradição que inaugurou em 2013 e em todo mês de junho, clássico da Festa de São João, lança um álbum sobre o gênero.
Com as músicas disponibilizadas em seu site e lançado nas plataformas de streaming musical, Caldas, lançou o álbum de maneira independente. O disco contou com a participação do músico Carlinhos Brown no dueto da canção "Carta de Zé", composta por Cesar Rasec e Caldas.

## Faixas
Ref.:
| N.º            | Título                              | Compositor(es)                | Duração |  |
| 1.             | "Igual Bambu"                       | Luiz Caldas                   | 3:06    |  |
| 2.             | "Mas É Cada Uma!"                   | Luiz Caldas                   | 3:01    |  |
| 3.             | "Cheios de Treita"                  | Luiz Caldas                   | 3:28    |  |
| 4.             | "Carta de Zé" (com Carlinhos Brown) | Luiz Caldas, Cesar Resec      | 3:17    |  |
| 5.             | "Faz a Vida Gargalhar"              | Luiz Caldas                   | 3:18    |  |
| 6.             | "Quem Espera Sempre Alcança"        | Luiz Caldas                   | 2:54    |  |
| 7.             | "Debaixo de Um Toró"                | Luiz Caldas                   | 3:02    |  |
| 8.             | "É São João"                        | Luiz Caldas, Paulinho Caldas  | 3:31    |  |
| 9.             | "O Pão Duro"                        | Luiz Caldas, Reinaldo Barbosa | 3:10    |  |
| 10.            | "Forró de Zé Bode"                  | Luiz Caldas, Cesar Resec      | 3:10    |  |
| Duração total: | Duração total:                      | Duração total:                | 31:59   |  |

## Recepção

### Prêmios
Remelexo Bom foi indicado ao Grammy Latino de 2022 na categoria de melhor álbum de música de raiz em língua portuguesa. Em cerimônia realizada na Michelob Ultra Arena, em Paradise, nos Estados Unidos, o disco de Caldas foi superador por Senhora Estrada de Alceu Valença.
| Ano  | Premiação     | Local                                                  | Categoria                                           | Resultado | Ref.   |
| ---- | ------------- | ------------------------------------------------------ | --------------------------------------------------- | --------- | ------ |
| 2022 | Grammy Latino | Michelob Ultra Arena, Paradise, Nevada, Estados Unidos | Melhor álbum de música de raiz em língua porutguesa | Indicado  | [ 13 ] |